# Kahkva (Setomaa)
Kahkva (Duits: Kachkowa) is een plaats in de Estlandse gemeente Setomaa, provincie Võrumaa. De plaats heeft de status van dorp (Estisch: küla) en heeft 42 inwoners (2021).
Tot in oktober 2017 hoorde Kahkva bij de gemeente Mikitamäe. In die maand werd Mikitamäe bij de gemeente Setomaa gevoegd. Daarmee verhuisde Mikitamäe tegelijk van de provincie Põlvamaa naar de provincie Võrumaa.
Kahkva ligt aan de westkant tegen de grens van de provincies Võrumaa en Põlvamaa (gemeente Räpina) aan. Aan de oostkant van het dorp loopt de rivier Mädajõgi, een zijrivier van de Võhandu. Deze vormt de grens met de buurdorpen Puugnitsa, Usinitsa, Rääsolaane en Toomasmäe.
Op het grondgebied van Kahkva staan twee beschermde grove dennen, de Plotina mänd met een omtrek van 310 cm en een hoogte van 13 meter, en de Lepiku mänd met een omtrek van 325 cm en een hoogte van 19 meter.

## Geschiedenis
Kahkva werd in 1558 voor het eerst genoemd onder de naam Kachtkiwa. In 1582 droeg het dorp de Poolse naam Chochowa. Het viel onder het landgoed van Räpina. In 1787 werd Kahkva onder de naam Kachkowa een ‘semi-landgoed’ (Duits: Beigut, Estisch: poolmõis) onder Räpina. Het dorp werd afgebroken. In 1826 werd Kachkowa een zelfstandig landgoed. In het begin van de 19e eeuw kwam het onder de familie von Knorring. Toen het landgoed in 1919 door het onafhankelijk geworden Estland werd onteigend, was Woldemar von Knorring de eigenaar.
In de jaren twintig van de 20e eeuw ontstond weer een nederzetting op het voormalige landgoed, die in 1977 de status van dorp kreeg. In dat jaar werden ook de buurdorpen Lepiku en Plotina bij Kahkva gevoegd.